# Laosz köztársasági elnökeinek listája
A Laoszi Népi Demokratikus Köztársaság elnöke hivatalát Laoszban 1975-ben hozták létre, miután a Pathet Lao átvette a hatalmat és megszüntette a királyságot. 

## Lista
| Hivatalba lépés ideje | Hivatali idő vége   | Név                 |
| --------------------- | ------------------- | ------------------- |
| 1975. december 3.     | 1986. október 31.   | Souphanouvong       |
| 1986. október 31.     | 1991. augusztus 15. | Phoumi Vongvichit   |
| 1991. augusztus 15.   | 1992. november 21.  | Kaysone Phomvihane  |
| 1992. november 25.    | 1998. február 24.   | Nouhak Phoumsavanh  |
| 1998. február 24.     | 2006. június 8.     | Khamtai Siphandon   |
| 2006. június 8.       | 2016. április 20.   | Csummali Szajaszon  |
| 2016. április 20.     | 2021. január 15.    | Bounnhang Vorachith |
| 2021. január 15.      | hivatalban          | Thonglun Sziszulith |